# Aschberg (Isen)
Aschberg ist ein Gemeindeteil des Marktes Isen im oberbayerischen Landkreis Erding. 

## Lage und Geschichte
Der Weiler Aschberg liegt 825 Meter nordöstlich des Marktplatzes von Isen in der Gemarkung Westach. Aschberg wurde 1267 erstmals erwähnt und bestand im Jahr 1739 aus 5 Anwesen. Der Ort gehörte ursprünglich zur Obmannschaft Steinsberg in der freisingischen Herrschaft Burgrain.

## Bevölkerungsentwicklung
Um 1871 gab es in Aschberg 31 Einwohner. Im Mai 1987 lebten dort 24 Einwohner in sechs Wohngebäuden, die in neun Wohnungen aufgeteilt waren.
| Jahr      | 1871 | 1925 | 1950 | 1970 | 1987 |
| Einwohner | 31   | 25   | 25   | 29   | 24   |